# Liste des épisodes de Toriko

Cet article présente la liste des épisodes de la série télévisée d'animation japonaise Toriko issue du manga du même nom. Au Japon, la série est diffusée du 3 avril 2011 au 30 mars 2014 sur Fuji Television, par le studio d'animation Tōei animation. Depuis le 2 août 2011, la série est éditée en DVD de façon mensuelle.

## Génériques

### Les génériques de début
Il y a eu un générique spécial pour l'épisode 1, cross-over avec One Piece.
| Numéro | Titre              | Artiste       | Épisode  | 1re date de diffusion |
| ------ | ------------------ | ------------- | -------- | --------------------- |
| 1      | Guts Guts !!       | Akira Kushida | 1 – 98   | 3 avril 2011          |
| 2      | Go Shock My Way !! | Akira Kushida | 99 – 147 | 7 avril 2013          |

### Les génériques de fin
| Numéro | Titre                | Artiste            | Épisodes  | 1re date de diffusion |
| ------ | -------------------- | ------------------ | --------- | --------------------- |
| 1      | SATISFACTION         | F.T Island         | 1 – 25    | 10 avril 2011         |
| 2      | DELI-DELI☆DELICIOUS  | Sea☆A              | 26 – 38   | 2 octobre 2011        |
| 3      | Sabrina              | Leo Ieiri          | 39 – 51   | 8 janvier 2012        |
| 4      | LOVE CHASE           | Yamashita Tomohisa | 52 – 62   | 15 avril 2012         |
| 5      | SAMBA de TORIKO !!!  | Hyadain            | 63 – 75   | 1er juillet 2012      |
| 6      | Lovely Fruit         | Nana Mizuki        | 76 – 87   | 7 octobre 2012        |
| 7      | Niji                 | JUN SKY WALKER(S)  | 88 – 99   | 6 janvier 2013        |
| 8      | Akai Kutsu           | Salley             | 100 – 111 | 14 avril 2013         |
| 9      | Tautology            | The Dresscodes     | 112 – 123 | 7 juillet 2013        |
| 10     | Believe in Yourself! | Palet              | 124 – 135 | 6 octobre 2013        |
| 11     | Mega Raba            | Rurika Yokoyama    | 136 – 147 | 5 janvier 2014        |

## Liste des épisodes
|  | Épisodes filler (épisodes dont l’histoire ne correspond pas au manga, mais suit la trame originale). |

|  | Épisodes semi filler (épisodes dont l’histoire correspond en partie au manga, et suit la trame originale de l’œuvre). |

|  | Épisodes spéciaux (épisodes diffusés spécialement pour des occasions particulières, et dont l’histoire n’a aucun lien avec la trame originale du manga). |

### Arc Crocodile Galala
| No                                                                                      | Titre français                                                              | Titre japonais                            | Titre japonais                                      | Date de 1re diffusion |
| No                                                                                      | Titre français                                                              | Kanji                                     | Rōmaji                                              | Date de 1re diffusion |
| --------------------------------------------------------------------------------------- | --------------------------------------------------------------------------- | ----------------------------------------- | --------------------------------------------------- | --------------------- |
| 1                                                                                       | Débarquement sur Gourmet Island ! Le Bishokuya Toriko fait son apparition ! | 上陸、グルメの島! 美食屋トリコ現る!       | Jōriku, Gurume no Shima! Bishoku-ya Toriko arawaru! | 3 avril 2011          |
| Note : Cet épisode est un épisode spécial et un crossover de 47 minutes avec One Piece. |                                                                             |                                           |                                                     |                       |
| 2                                                                                       | Un monstre inconnu ! Toriko, capture le Galalagator !                       | 秘境の巨獣! トリコ、ガララワニを捕獲せよ! | Hikyō no kyojū! Toriko, Gararawani wo hokaku se yo! | 10 avril 2011         |
| [Chapitres 1-2]                                                                         |                                                                             |                                           |                                                     |                       |

### Arc Fruit Arc-en-ciel
| No                    | Titre français                                                    | Titre japonais                    | Titre japonais                                  | Date de 1re diffusion |
| No                    | Titre français                                                    | Kanji                             | Rōmaji                                          | Date de 1re diffusion |
| --------------------- | ----------------------------------------------------------------- | --------------------------------- | ----------------------------------------------- | --------------------- |
| 3                     | Le jus de fruit aux sept saveurs ! Capture le fruit arc-en-ciel ! | 芳醇なる七色の果汁! 虹の実をとれ! | Hōjun naru nanairo no kajū! Niji no mi wo tore! | 17 avril 2011         |
| [Chapitres 3-4-5-6-7] |                                                                   |                                   |                                                 |                       |

### Arc Baleine Fugu
| No                         | Titre français                                                                      | Titre japonais                      | Titre japonais                                     | Date de 1re diffusion |
| No                         | Titre français                                                                      | Kanji                               | Rōmaji                                             | Date de 1re diffusion |
| -------------------------- | ----------------------------------------------------------------------------------- | ----------------------------------- | -------------------------------------------------- | --------------------- |
| 4                          | S'occuper du poison mortel de la baleine Fugu ! Coco des 4 rois célestes apparaît ! | さばけ猛毒フグ鯨! 四天王ココ登場!   | Sabake mōdoku fugukujira! Shiten'ō koko tōjō!      | 24 avril 2011         |
| [Chapitres 8-9-10-11]      |                                                                                     |                                     |                                                    |                       |
| 5                          | Une lutte désespérée dans la grotte ! En avant Go Ren Kugi Punch                    | 洞窟の死闘！打て、5連釘パンチ       | Doukutsu no shitō! Ute, Go Ren Kugi Panchi         | 1er mai 2011          |
| [Chapitres 12-13]          |                                                                                     |                                     |                                                    |                       |
| 6                          | Le maître assommeur ! Il est l'heure de goûter à la baleine Fugu !                  | ノッキングの達人! フグ鯨、実食の時! | Nokkingu no tatsujin! Fugukujira, bishoku no toki! | 8 mai 2011            |
| [Chapitres 14-15-16-17-18] |                                                                                     |                                     |                                                    |                       |

### Arc Colisée Gourmet
| No                      | Titre français                                            | Titre japonais                      | Titre japonais                               | Date de 1re diffusion |
| No                      | Titre français                                            | Kanji                               | Rōmaji                                       | Date de 1re diffusion |
| ----------------------- | --------------------------------------------------------- | ----------------------------------- | -------------------------------------------- | --------------------- |
| 7                       | Le plus fort des loups ! Le loup de combat renaît !       | 最大最強の狼! バトルウルフ、復活!   | Saidai saikyō no rō! Batoru urufu, fukkatsu! | 15 mai 2011           |
| [Chapitres 19-20-21-22] |                                                           |                                     |                                              |                       |
| 8                       | Apparition d'une menace ! Le tumulte du Colisée Gourmet ! | 現れた脅威! 波乱、グルメコロシアム! | Arawareta kyōi! Haran, Gurume Koroshiamu!    | 22 mai 2011           |
| [Chapitres 23-24-25]    |                                                           |                                     |                                              |                       |
| 9                       | L'héritage ! Activation des cellules gourmet !            | 受け継がれるもの! 活性、グルメ細胞! | Uketsuga reru mono! Kassei, gurume saibō!    | 29 mai 2011           |
| [Chapitres 26-27-28-29] |                                                           |                                     |                                              |                       |

### Arc Mammouth Regal
| No                      | Titre français                                                 | Titre japonais                              | Titre japonais                                               | Date de 1re diffusion |
| No                      | Titre français                                                 | Kanji                                       | Rōmaji                                                       | Date de 1re diffusion |
| ----------------------- | -------------------------------------------------------------- | ------------------------------------------- | ------------------------------------------------------------ | --------------------- |
| 10                      | L'homme au domaine invincible ! Son nom est Sunny !            | 無敵の領域を持つ男! その名はサニー!         | Muteki no ryōiki wo motsu otoko! Sono na wa Sanī !           | 5 juin 2011           |
| [Chapitres 30-31-31-33] |                                                                |                                             |                                                              |                       |
| 11                      | Sprint, la royale ! Trouve la viande joyau !                   | 疾走、リーガル島! ジュエルミートを目指せ!   | Shissō, rīgaru-tō! Juerumīto o mezase!                       | 12 juin 2011          |
| [Chapitres 34-35-36-37] |                                                                |                                             |                                                              |                       |
| 12                      | Le jeu du démon ! Passe d’athlétisme diabolique !              | 魔のゲーム! デビルアスレチックをクリアしろ! | Ma no gēmu! Debiruasurechikku o kuria shiro!                 | 19 juin 2011          |
| [Chapitres 38-39]       |                                                                |                                             |                                                              |                       |
| 13                      | L'ultime renfort ! Clash, Coco contre GT Robot !               | 最強の助っ人! 激突、ココ対GTロボ!           | Saikyō no suketto! Gekitotsu, Koko tai Jī Tī Robo!           | 26 juin 2011          |
| [Chapitres 40-41-42]    |                                                                |                                             |                                                              |                       |
| 14                      | Poison mortel menaçant ! Coco, l'équation de la victoire !     | 脅威の猛毒! ココ、勝利への方程式            | Kyōi no mōdoku! Koko, shōri e no hōteishiki                  | 3 juillet 2011        |
| [Chapitres 42-43-44-45] |                                                                |                                             |                                                              |                       |
| 15                      | L'esthète impitoyable ! Sunny, le combat d'un homme !          | 強靭なる美学! サニー、男の闘い              | Kyōjin naru bigaku! Sanī, otoko no tatakai                   | 10 juillet 2011       |
| [Chapitres 46-47-48]    |                                                                |                                             |                                                              |                       |
| 16                      | Rin, un dernier souhait ! Lève-toi, Super Toriko !             | リン、最期の願い! 覚醒せよ、超トリコ!!      | Rin, saigo no negai! Kakusei seyo, chō Toriko!!              | 17 juillet 2011       |
| [Chapitres 49-50-51]    |                                                                |                                             |                                                              |                       |
| 17                      | Super Toriko, le poing de la colère ! Le "Kugi Punch" ultime ! | 超トリコ、怒りの拳! これが最強の釘パンチ!   | Chō Toriko, ikari no kobushi! Kore ga saikyō no Kugi Panchi! | 31 juillet 2011       |
| [Chapitres 51-52-53-54] |                                                                |                                             |                                                              |                       |

### Arc Jungle Wuu
| No                   | Titre français                                                        | Titre japonais                                           | Titre japonais                                                | Date de 1re diffusion |
| No                   | Titre français                                                        | Kanji                                                    | Rōmaji                                                        | Date de 1re diffusion |
| -------------------- | --------------------------------------------------------------------- | -------------------------------------------------------- | ------------------------------------------------------------- | --------------------- |
| 18                   | Le goût bien ancré dans l'ADN ! Toriko trouve le maïs SB !            | DNAに刻まれた味! トリコ、BB(ブルーブラッド)コーンを探せ! | DNA ni kizama reta aji! Toriko, BB (Blue Blood) kōn o sagase! | 7 août 2011           |
| [Chapitre 55]        |                                                                       |                                                          |                                                               |                       |
| 19                   | Aptitude au combat ! Terry, montre moi, les qualités d'un roi !       | 闘いの才能! 見せろテリー, 王者の素質!                    | Tatakai no sainō! Misero Terī, oja no soshitsu!               | 14 août 2011          |
| [Chapitres 56-57]    |                                                                       |                                                          |                                                               |                       |
| 20                   | Pour le bien de Terry ! Explose dans la chaleur intense, Maïs SB !    | テリーの為に! 灼熱で弾けろ、BBコーン!                    | Terī no tame ni! Shakunetsu de hajikero, BB-kōn!              | 21 août 2011          |
| [Chapitres 58-59]    |                                                                       |                                                          |                                                               |                       |
| 21                   | L'assassin des gourmets ! L'attaque de Toriko évolue instantanément ! | 美食會の刺客! トリコの技、進化の瞬間!                    | Bishokukai no shikaku! Toriko no waza, shinka no shunkan!     | 28 août 2011          |
| [Chapitres 60-61-62] |                                                                       |                                                          |                                                               |                       |
| 22                   | Une pression de folie ! Grinpatch vs. Toriko                          | 狂気の圧力! グリンパーチ対トリコ!                        | Kyōki no atsuryoku! Gurinpāchi tai Toriko!                    | 4 septembre 2011      |
| [Chapitre 62]        |                                                                       |                                                          |                                                               |                       |

### Arc Gourmet Town
| No                   | Titre français                                                   | Titre japonais                      | Titre japonais                                    | Date de 1re diffusion |
| No                   | Titre français                                                   | Kanji                               | Rōmaji                                            | Date de 1re diffusion |
| -------------------- | ---------------------------------------------------------------- | ----------------------------------- | ------------------------------------------------- | --------------------- |
| 23                   | Un restaurant d'attractions ! Gourmet Town, la ville gourmande ! | 食事の遊園地! 満腹都市グルメタウン! | Shokuji no yūenchi! Manpuku tochi Gurume Taun!    | 11 septembre 2011     |
| [Chapitres 63-64-65] |                                                                  |                                     |                                                   |                       |
| 24                   | Un moment de rêve ! La Soupe du Siècle de Setsuno !              | 夢の時間! 節乃のセンチュリースープ! | Yume no jikan! Setsuno no Senchurī Sūpu!          | 18 septembre 2011     |
| [Chapitres 66-67]    |                                                                  |                                     |                                                   |                       |
| 25                   | Le bar des rencontres ! La rivalité de grands Bishokuya !        | 出会いの酒場! 群雄割拠の美食屋達!   | Deai no sanba! Gun'yū kakkyo no Bishoku-ya tachi! | 25 septembre 2011     |
| [Chapitres 68-69]    |                                                                  |                                     |                                                   |                       |

### Arc Soupe Centenaire
| No                      | Titre français                                                                          | Titre japonais                             | Titre japonais                                          | Date de 1re diffusion |
| No                      | Titre français                                                                          | Kanji                                      | Rōmaji                                                  | Date de 1re diffusion |
| ----------------------- | --------------------------------------------------------------------------------------- | ------------------------------------------ | ------------------------------------------------------- | --------------------- |
| 26                      | Le challenge de la légion de Bishokuya ! Atterrissage dans l'enfer de l'extrême froid ! | 美食屋軍団の挑戦! 上陸、極寒の地獄!        | Bishoku-ya gundan no chōsen! Jōriku, gokkan no jigoku!  | 2 octobre 2011        |
| [Chapitres 70-71]       |                                                                                         |                                            |                                                         |                       |
| 27                      | Frappe le fer pendant qu'il est chaud ! Course de survie sur la glace !                 | 膳は急げ! 氷上のサバイバルレース!          | Zen wa isoge! Hyōjō no sabaibaru rēsu!                  | 9 octobre 2011        |
| [Chapitres 72-73]       |                                                                                         |                                            |                                                         |                       |
| 28                      | Explosion de feu sur l'iceberg !! Le vrai visage de l'homme masqué !!                   | 氷山揺るがす爆炎! 覆面男の正体!!           | Hyōzen yurugasu bakuen! Fukumen otoko no shōtai!!       | 16 octobre 2011       |
| [Chapitres 74-75]       |                                                                                         |                                            |                                                         |                       |
| 29                      | Le glorieux messager des insectes ! Tommyrod contre Toriko                              | 爛漫なる蟲使い! トミーロッド対トリコ       | Ranmannaru mushi tsukai! Tomīroddo tai Toriko           | 23 octobre 2011       |
| [Chapitres 76-77]       |                                                                                         |                                            |                                                         |                       |
| 30                      | Gratitude avec fierté ! Le tir d'interférence de Takimaru !                             | 感謝と誇り! 滝丸、渾身の栓抜きショット!    | Kansha to hokori! Takimaru, konshin no sen'nuki shotto! | 30 octobre 2011       |
| [Chapitres 78-79-80]    |                                                                                         |                                            |                                                         |                       |
| 31                      | Conclusion ! Les techniques de relâchement de Match et Takimaru !                       | 決着! マッチと滝丸 捨て身の大技!           | Ketchaku! Matchi to Takimaru sutemi no owaza!           | 6 novembre 2011       |
| [Chapitres 80-81-82-83] |                                                                                         |                                            |                                                         |                       |
| 32                      | Le régénérateur Gourmet et la localisation de la Soupe Centenaire !                     | 食の再生屋と伝説のスープの行方!            | Shoku no Saisei-ya to densetsu no Sūpu no yukue!        | 13 novembre 2011      |
| [Chapitres 83-84]       |                                                                                         |                                            |                                                         |                       |
| 33                      | Combat frontal ! La lutte acharnée : Toriko contre Tommyrod !                           | 真っ向勝負! 激闘トリコ対トミーロッド!      | Makkō shōbu! Gekitō Toriko tai Tomīroddo!               | 20 novembre 2011      |
| [Chapitres 84-85-86-87] |                                                                                         |                                            |                                                         |                       |
| 34                      | La lutte désespérée ! Le sérieux mode explosif de Tommyrod !                            | 絶体絶命!! トミーロッド本気モード炸裂!     | Zettai zetsumei!! Tomīroddo honki mōdo sakuretsu!       | 27 novembre 2011      |
| [Chapitres 87-88]       |                                                                                         |                                            |                                                         |                       |
| 35                      | La force miraculeuse ! Le régénérateur Teppeï rejoint le combat !                       | 驚異の力! 再生屋鉄平参戦                   | Kyōi no chikara! Saisei-ya Teppei sansen!               | 4 décembre 2011       |
| [Chapitres 89-90]       |                                                                                         |                                            |                                                         |                       |
| 36                      | La dernière goutte ! Qui aura la Soupe du Siècle ?!                                     | 最後の一滴! センチュリースープは誰の手に!? | Saigo no itteki! Senchurī Sūpu wa dare no te ni!?       | 11 décembre 2011      |
| [Chapitres 91-92]       |                                                                                         |                                            |                                                         |                       |
| 37                      | Adieu, enfer glacial ! Le pouvoir caché de mamie Setsu                                  | さらばアイスヘル! セツ婆の秘めたる力       | Saraba aisuheru! Setsu-baa no taru chikara              | 18 décembre 2011      |
| [Chapitres 93-94]       |                                                                                         |                                            |                                                         |                       |
| 38                      | Traitement vigoureux ! Le régénérateur Yosaku !                                         | 豪快治療! 再生屋・与作登場                 | Gōkai chiryō! Saisei-ya Yosaku tōjō!                    | 25 décembre 2011      |
| [Chapitres 94-95]       |                                                                                         |                                            |                                                         |                       |
| 39                      | Compétition ! La guérison de Toriko ou la Soupe de Komatsu ?!                           | 競争! トリコの完治か 小松のスープか!?      | Kyōsō! Toriko no kanshi ka Komatsu no Sūpu ka!?         | 8 janvier 2012        |
| [Chapitres 96-97]       |                                                                                         |                                            |                                                         |                       |
| 40                      | Vers un monde de bonheur ! La Soupe du Siècle, nourriture actuelle                      | 至福の世界へ！ 実食センチュリースープ      | Shifuku no sekai e! Jisshoku senchurīsūpu               | 15 janvier 2012       |
| [Chapitres 98-99-101]   |                                                                                         |                                            |                                                         |                       |

### Arc Bataille finale du Roi Gourmet (filler)
| No             | Titre français                                                                  | Titre japonais                       | Titre japonais                                     | Date de 1re diffusion |
| No             | Titre français                                                                  | Kanji                                | Rōmaji                                             | Date de 1re diffusion |
| -------------- | ------------------------------------------------------------------------------- | ------------------------------------ | -------------------------------------------------- | --------------------- |
| 41             | La pendaison de crémaillère ! Tout le monde se réunit à la maison des bonbons ! | 新築祝！スイーツハウスに全員集合！   | Shinchiku iwai! Suītsuhausu ni zen'in shūgō!       | 22 janvier 2012       |
| [Chapitre 100] |                                                                                 |                                      |                                                    |                       |
| 42             | La bataille du titre de Roi Gourmet ! Trouvez les sucreries ultimes !           | 美食王決定戦！究極のスイーツを探せ！ | Bishoku-ō kettei-sen! Kyūkyoku no suītsu o sagase! | 29 janvier 2012       |
| [Filler]       |                                                                                 |                                      |                                                    |                       |
| 43             | Le plat des liens ! Partenaires pour la vie                                     | 絆の一品！パートナーは永遠に         | Kizuna no ippin! Pātonā wa eien ni                 | 5 février 2012        |
| [Filler]       |                                                                                 |                                      |                                                    |                       |

### Arc Pousse d'Ozone
| No                  | Titre français                                                     | Titre japonais                   | Titre japonais                              | Date de 1re diffusion |
| No                  | Titre français                                                     | Kanji                            | Rōmaji                                      | Date de 1re diffusion |
| ------------------- | ------------------------------------------------------------------ | -------------------------------- | ------------------------------------------- | --------------------- |
| 44                  | Incandescent ! Toriko contre le président de l'IGO !               | 白熱！トリコ対IGO会長！          | Hakunetsu! Toriko tai IGO kaichō!           | 12 février 2012       |
| [Chapitres 101-102] |                                                                    |                                  |                                             |                       |
| 45                  | Le jardin potager dans l'éther, le Ciel Végétal !                  | 天空の野菜畑・ベジタブルスカイ！ | Tenkū no yasaibatake, Bejitaburusukai!      | 19 février 2012       |
| [Chapitres 103-104] |                                                                    |                                  |                                             |                       |
| 46                  | Découverte ! Le roi des végétaux, la Pousse d'Ozone !              | 発見！ 野菜の王様オゾン草！      | Hakken! Yasai no ōsama Ozon-sō!             | 26 février 2012       |
| [Chapitres 105-106] |                                                                    |                                  |                                             |                       |
| 47                  | Confession dans le ciel ! Un combo indestructible est formé !      | 大空の告白！ 不滅のコンビ結成！  | Ōzora no kokuhaku! Fumetsu no konbi kessei! | 4 mars 2012           |
| [Chapitres 107-108] |                                                                    |                                  |                                             |                       |
| 48                  | Confrontation surprise ! L'apparition d'une mystérieuse créature ! | 衝撃の出会い！ 謎の生物現る！    | Shōgeki no deai! Nazo no seibutsu arawaru!  | 18 mars 2012          |
| [Chapitre 109]      |                                                                    |                                  |                                             |                       |

### Arc Avant-goût du Monde Gourmet
| No                                                                                 | Titre français                                                          | Titre japonais                          | Titre japonais                                | Date de 1re diffusion |
| No                                                                                 | Titre français                                                          | Kanji                                   | Rōmaji                                        | Date de 1re diffusion |
| ---------------------------------------------------------------------------------- | ----------------------------------------------------------------------- | --------------------------------------- | --------------------------------------------- | --------------------- |
| 49                                                                                 | Le plongeon de Toriko ! La vérité sur le Monde Gourmet !                | トリコ突入！グルメ界の真実！            | Toriko totsunyū! Gurume-kai no shinjitsu!     | 25 mars 2012          |
| [Chapitres 110-111]                                                                |                                                                         |                                         |                                               |                       |
| 50                                                                                 | Un sauveteur étonnant apparaît ! La vraie signification d'un partenaire | 驚異の助っ人登場！ パートナーの真の意味 | Kyōi no suketto tōjō! Pātonā no shin no imi   | 1er avril 2012        |
| [Chapitres 112-113]                                                                |                                                                         |                                         |                                               |                       |
| 51                                                                                 | Les retrouvailles de Toriko et Luffy ! Chercher un fruit de mer !       | 再会トリコとルフィ！ 海鮮の実を探せ！   | Saikai Toriko to Rufi! Kaisen no mi o sagase! | 8 avril 2012          |
| Note : Cet épisode est un épisode spécial et le deuxième crossover avec One Piece. |                                                                         |                                         |                                               |                       |

### Arc La poussière d'étoiles de Melk
| No                  | Titre français                                                       | Titre japonais                        | Titre japonais                                    | Date de 1re diffusion |
| No                  | Titre français                                                       | Kanji                                 | Rōmaji                                            | Date de 1re diffusion |
| ------------------- | -------------------------------------------------------------------- | ------------------------------------- | ------------------------------------------------- | --------------------- |
| 52                  | Confrontation ! L'aiguiseur de couteau, Melk !                       | 衝撃！ 折れた包丁と研ぎ師メルク！     | Shōgeki! Oreta hōchō to togishi Meruku!           | 15 avril 2012         |
| [Chapitres 114-115] |                                                                      |                                       |                                                   |                       |
| 53                  | Tension ! Le Knife de Toriko contre le couteau de Melk !             | 緊迫！ トリコのナイフ対メルク包丁！   | Kinpaku! Toriko no naifu tai Meruku hōchō!        | 22 avril 2012         |
| [Chapitres 116-117] |                                                                      |                                       |                                                   |                       |
| 54                  | Ultra pesanteur ! En route pour le trou lourd !                      | 超重力！ ヘビーホールを攻略せよ！     | Chō jūryoku! Hebīhōru o kōryaku seyo!             | 29 avril 2012         |
| [Chapitres 118-119] |                                                                      |                                       |                                                   |                       |
| 55                  | Vérité cachée ! Le premier Melk apparaît !                           | 隠された真実！ 初代メルク現る！       | Kakusareta shinjitsu! Shodai Meruku arawaru!      | 6 mai 2012            |
| [Chapitres 120-121] |                                                                      |                                       |                                                   |                       |
| 56                  | Le début ! La réussite du deuxième Melk et la poussière d'étoiles !  | 御披露目！ 二代目襲名とメルクの星屑！ | O hirō-me! Nidaime shūmei to Meruku no hoshikuzu! | 13 mai 2012           |
| [Chapitres 122-123] |                                                                      |                                       |                                                   |                       |
| 57                  | Un ouvrage avec toutes ses forces ! Le couteau de Melk est terminé ! | 渾身の一作！ 完成メルク包丁！         | Konshin no isaku! Kansei Meruku hōchō!            | 20 mai 2012           |
| [Chapitre 124]      |                                                                      |                                       |                                                   |                       |

### Arc Mellow Cola
| No                  | Titre français                                                              | Titre japonais                               | Titre japonais                                                    | Date de 1re diffusion |
| No                  | Titre français                                                              | Kanji                                        | Rōmaji                                                            | Date de 1re diffusion |
| ------------------- | --------------------------------------------------------------------------- | -------------------------------------------- | ----------------------------------------------------------------- | --------------------- |
| 58                  | Superstars ! Un voyage de rêve sur le chariot Gourmet !                     | 超セレブ！ グルメ馬車の夢の旅！              | Chō serebu! Gurume basha no yume no tabi!                         | 27 mai 2012           |
| [Chapitre 125]      |                                                                             |                                              |                                                                   |                       |
| 59                  | Il apparaît enfin ! Zebra, le dernier roi céleste !                         | 遂に登場！ 最後の四天王ゼブラ！              | Tsuini tōjō! Saigo no shiten'nō Zebura!                           | 3 juin 2012           |
| [Chapitres 126-127] |                                                                             |                                              |                                                                   |                       |
| 60                  | Le rugissement se déchaîne ! La libération du criminel condamné Zebra !     | 爆音開放！死刑囚ゼブラの出所！               | Bakuon kaihō! Shikeishū Zebura no shussho!                        | 10 juin 2012          |
| [Chapitre 128]      |                                                                             |                                              |                                                                   |                       |
| 61                  | Sonnez l'alerte ! Zebra débarque dans le Jardin de Sable !                  | 警報発令！ゼブラ サンドガーデンに上陸！      | Keihō hatsurei! Zebura Sandogāden ni jōriku!                      | 17 juin 2012          |
| [Chapitre 129]      |                                                                             |                                              |                                                                   |                       |
| 62                  | Komatsu disparaît ! Le labyrinthe du désert démoniaque !                    | 小松失踪！魔のデザートラビリンス！           | Komatsu shissō! Ma no dezātorabirinsu!                            | 24 juin 2012          |
| [Chapitres 130-131] |                                                                             |                                              |                                                                   |                       |
| 63                  | Voix scellé ! L'autre dimension de la Pyramide Gourmet !                    | 封印された声！ 異空間グルメピラミッド！      | Fūin sa reta koe! Kūkan Gurume Piramiddo!                         | 1er juillet 2012      |
| [Chapitres 132-133] |                                                                             |                                              |                                                                   |                       |
| 64                  | Mystère ! Les documents antiques et la créature dans le cercueil !          | 奇々怪々！ 謎の古文書と棺の中の生物！        | Kikikaikai! Nazo no komonjo to hitsugi no naka no seibutsu!       | 8 juillet 2012        |
| [Chapitres 134-135] |                                                                             |                                              |                                                                   |                       |
| 65                  | Opposition brutale ! Le sphinx Salamandre !                                 | 衝撃対決！ サラマンダースフィンクス！        | Shōgeki taiketsu! Saramandā sufinkusu!                            | 15 juillet 2012       |
| [Chapitres 136-137] |                                                                             |                                              |                                                                   |                       |
| 66                  | Préparation coopérative ! Komatsu dirige Toriko et Zebra !                  | 連携調理！小松が操るトリコとゼブラ！         | Renkei chōri! Komatsu ga ayatsuru toriko to zebura!               | 29 juillet 2012       |
| [Chapitres 138-139] |                                                                             |                                              |                                                                   |                       |
| 67                  | Explosion de techniques combinées ! La conquête du meilleur Cola du monde ! | 合体技炸裂！世界一のコーラいただきます！     | Gattaiwaza sakuretsu! Sekaiichi no Kōra itadakimasu!              | 5 août 2012           |
| [Chapitres 140-141] |                                                                             |                                              |                                                                   |                       |
| 68                  | La vérité éclate ! La volonté de Komatsu et l'identité de la créature !     | 明かされる真相！小松の意志と謎の生物の正体！ | Akasa reru shinsō! Komatsu no ishi to nazo no seibutsu no shōtai! | 12 août 2012          |
| [Chapitres 142-143] |                                                                             |                                              |                                                                   |                       |

### Arc La pause de Toriko
| No             | Titre français                                                      | Titre japonais                       | Titre japonais                                           | Date de 1re diffusion |
| No             | Titre français                                                      | Kanji                                | Rōmaji                                                   | Date de 1re diffusion |
| -------------- | ------------------------------------------------------------------- | ------------------------------------ | -------------------------------------------------------- | --------------------- |
| 69             | Surpassez Père ! Le curry Gatsu-Gatsu de l'été !                    | 父を超えろ！真夏のガツカツカレー！   | Chichi o koero! Manatsu no Gatsukatsukarē!               | 19 août 2012          |
| [Filler]       |                                                                     |                                      |                                                          |                       |
| 70             | Connexion : obligations ! Le superbe curry Gatsu-Gatsu !            | つながる絆！絶品ガツカツカレー！     | Tsunagaru kizuna! Zeppin Gatsukatsukarē!                 | 26 août 2012          |
| [Filler]       |                                                                     |                                      |                                                          |                       |
| 71             | Nouvelle étape ! La détermination de Toriko et le retour de "lui" ! | 新局面！トリコの決意と"奴"との再会！ | Shin kyokumen! Toriko no ketsui to "yakko" to no saikai! | 2 septembre 2012      |
| [Chapitre 144] |                                                                     |                                      |                                                          |                       |
| 72             | Débordement de chance ! Un pèlerinage au temple Gourmet !           | あふれる食運！巡礼グルメ神社！       | Afureru shoku un! Junrei Gurume jinja!                   | 9 septembre 2012      |
| [Chapitre 145] |                                                                     |                                      |                                                          |                       |
| 73             | Waouh ! Les étonnantes Pommes-Surprises !                           | ウワーッ！仰天ビックリアップル！     | Uwā! Gyōten Bikkuriappuru!                               | 16 septembre 2012     |
| [Chapitre 146] |                                                                     |                                      |                                                          |                       |
| 74             | L'œuf de Niwatora ! Les souvenirs du vieillard Yocchi               | ニワトラの卵！よっち爺さんと妻の記憶 | Niwatora no tamago! Yocchi jīsan to tsuma no kioku       | 23 septembre 2012     |
| [Chapitre 147] |                                                                     |                                      |                                                          |                       |

### Arc Gourami Brillant
| No                  | Titre français                                                           | Titre japonais                            | Titre japonais                                       | Date de 1re diffusion |
| No                  | Titre français                                                           | Kanji                                     | Rōmaji                                               | Date de 1re diffusion |
| ------------------- | ------------------------------------------------------------------------ | ----------------------------------------- | ---------------------------------------------------- | --------------------- |
| 75                  | Un cristal scintillant! Le Gourami brillant!                             | 水晶の輝き! サンサングラミー!             | Suishō no Kagayaki! Sansan Guramī!                   | 30 septembre 2012     |
| [Chapitre 148]      |                                                                          |                                           |                                                      |                       |
| 76                  | L'impact des rapide enragés! La chute géante de la cascade de la mort!!  | 衝撃の激流! 巨大滝デスフォール!!          | Shōgeki no Gekiryū! Kyodai Taki Desu Fōru!!          | 7 octobre 2012        |
| [Chapitres 149-150] |                                                                          |                                           |                                                      |                       |
| 77                  | La nouvelle technique de Sunny! Les fruits d'un magnifique entraînement! | サニ新技! 華麗なる修業の成果!             | Sani Shinwaza! Kareinaru Shūgyō no Seika!            | 14 octobre 2012       |
| [Chapitres 151-152] |                                                                          |                                           |                                                      |                       |
| 78                  | Un combo à 30 coup! 36 ren twin kugi punch!                              | 合体30倍! 36連ツイン釘パンチ!             | Gattai 30-bai! 36-Ren Tsuin Kugi Panchi!             | 21 octobre 2012       |
| [Chapitres 153-154] |                                                                          |                                           |                                                      |                       |
| 79                  | L'intuition de cuisinier! Komatsu et le Gourami brillant!                | 直感蝶理! 小松とサンサングラミー!         | Chokkan Chōri! Komatsu to Sansanguramī!              | 28 octobre 2012       |
| [Chapitres 154-155] |                                                                          |                                           |                                                      |                       |
| 80                  | Une super production extravagante! le service repas ultime!              | ド派手演出! 食事に最高の サービスを!      | Do Hade Enshutsu! Shokuji ni Saikō no Sābisu o!      | 4 novembre 2012       |
| [Filler]            |                                                                          |                                           |                                                      |                       |
| 81                  | Le meilleur Chitose Ame! Komatsu et la légende de Yun!                   | 極上の千歳飴! 小松とユンの物語!           | Gokujō no Chitose Ame! Komatsu to Yun no Monogatari! | 11 novembre 2012      |
| [Filler]            |                                                                          |                                           |                                                      |                       |
| 82                  | Une réunion aux collines de l'automne! Terry, Yun, Kiss et Quinn!        | 秋山に集合! テリー。ユン。キッス。クイン! | Akiyama ni Shūgō! Terī. Yun. Kissu. Kuin!            | 18 novembre 2012      |
| [Filler]            |                                                                          |                                           |                                                      |                       |

### Arc Ail Météore
| No                  | Titre français                                                            | Titre japonais                               | Titre japonais                                     | Date de 1re diffusion |
| No                  | Titre français                                                            | Kanji                                        | Rōmaji                                             | Date de 1re diffusion |
| ------------------- | ------------------------------------------------------------------------- | -------------------------------------------- | -------------------------------------------------- | --------------------- |
| 83                  | Retrouvailles ! Take-chan du château Otogi !                              | 再会！オトギの城の竹ちゃん！                 | Saikai! Otogi no shiro no Take-chan!               | 25 novembre 2012      |
| [Chapitres 156-157] |                                                                           |                                              |                                                    |                       |
| 84                  | À la croisée des chemins ! Les objectifs des chefs                        | 分かれ道！料理人のめざす先                   | Wakaremichi! Ryōri hito no mezasu saki             | 2 décembre 2012       |
| [Chapitres 157-158] |                                                                           |                                              |                                                    |                       |
| 85                  | Une transformation spectaculaire ! Le salon de beauté, Coiffure Gourmet ! | 劇的変身! 美容室バーバーグルメ!              | Gekiteki henshin! Biyōshitsu Bābā Gurume!          | 9 décembre 2012       |
| [Chapitre 159]      |                                                                           |                                              |                                                    |                       |
| 86                  | Le rassemblement des 4 Empereurs ! Une nuit de miracles en plein hiver !  | 四天王招集！真冬の夜の奇跡！                 | Shiten'nō Shōshū! Mafuyu no yoru no kiseki!        | 16 décembre 2012      |
| [Filler]            |                                                                           |                                              |                                                    |                       |
| 87                  | Joyeux Itadakimasu ! Les cadeaux de Noël Gourmet !                        | メリーイタダキマス！グルメサンタの贈り物！   | Merī Itadakimasu! Gurume Santa no okurimono!       | 23 décembre 2012      |
| [Chapitre 173]      |                                                                           |                                              |                                                    |                       |
| 88                  | Enfer ou Paradis ?! Plongeon dans le Casino Gourmet !                     | 天国か地獄か！？突入、グルメカジノ！         | Tengoku ka jigoku ka!? Totsunyū, Gurume Kajino!    | 6 janvier 2013        |
| [Chapitres 160-161] |                                                                           |                                              |                                                    |                       |
| 89                  | Apparition ! Le chef de la cuisine clandestine, Livebearer !              | 登場！地下料理界ボス、ライブベアラー！       | Tōjō! Chika ryōri-kai bosu, Raibubearā!            | 13 janvier 2013       |
| [Chapitres 161-162] |                                                                           |                                              |                                                    |                       |
| 90                  | Un jeu de cartes où l'on joue sa vie ! Dégustation Gourmet !              | 命がけのカードゲーム！グルメテイスティング！ | Inochigake no kādogēmu! Gurume Teisutingu!         | 20 janvier 2013       |
| [Chapitres 163-164] |                                                                           |                                              |                                                    |                       |
| 91                  | Ex-æquo ! Coco contre Livebearer                                          | デッドヒート！ココVSライブベアラー           | Deddohīto! Koko VS Raibubearā                      | 27 janvier 2013       |
| [Chapitre 165]      |                                                                           |                                              |                                                    |                       |
| 92                  | La stratégie de Coco ! Les ratés qui déterminent l'issue du jeu !         | ココの策略！勝負を決めるハズレ食材！         | Koko no sakuryaku! Shōbu o kimeru hazure shokuzai! | 3 février 2013        |
| [Chapitre 166]      |                                                                           |                                              |                                                    |                       |
| 93                  | Manger ou être mangé ! Toriko contre Hannya Panda !                       | 食うか食われるか！トリコVS般若パンダ！       | Kuu Ka Kuwareru Ka! Toriko VS Hannya Panda!        | 10 février 2013       |
| [Chapitre 167]      |                                                                           |                                              |                                                    |                       |
| 94                  | Climax ! Les pires ingrédients restent !                                  | クライマックス！残された最悪の食材！         | Kuraimakkusu! Nokosare ta Saiaku no Sokuzai!       | 17 février 2013       |
| [Chapitre 168]      |                                                                           |                                              |                                                    |                       |
| 95                  | Conclusion ! Le sublime scénario de Coco !                                | 決着の時! ココの壮絶なるシナリオ!            | Ketchaku no Toki! Koko no Sōzetsunaru Shinario!    | 3 mars 2013           |
| [Chapitres 169-170] |                                                                           |                                              |                                                    |                       |
| 96                  | Un goût d'un autre monde ! La dégustation de l'Ail Météore !              | うまさ宇宙級！実食メテオガーリック！         | Uma sa Uchū Kyū! Jitsu Shoku Meteogārikku!         | 17 mars 2013          |
| [Chapitres 170-171] |                                                                           |                                              |                                                    |                       |
| 97                  | Confrontation au sommet ! Ichiryû contre Midora du Bishokukai !           | 頂上対決！一龍VS美食會・三虎！               | Chōjō Taiketsu! Ichiryū VS Bishokukai San Tora!    | 24 mars 2013          |
| [Chapitres 171-172] |                                                                           |                                              |                                                    |                       |

### Arc Fruit bulle
| No | Titre français                                                                       | Titre japonais                                    | Titre japonais                                                   | Date de 1re diffusion |
| No | Titre français                                                                       | Kanji                                             | Rōmaji                                                           | Date de 1re diffusion |
| --- | ------------------------------------------------------------------------------------ | ------------------------------------------------- | ---------------------------------------------------------------- | --------------------- |
| 98 | L'ingrédient d'entraînement caché ! Consignes d'urgence d'Ichiryû !                  | 隠された修行食材! 一龍からの緊急指令!             | Kakusareta Shugyō Shokuzai! Ichiryū Kara no Kinkyū Shirei!       | 31 mars 2013          |
| [Chapitre 173] |                                                                                      |                                                   |                                                                  |                       |
| 99 | Foncez, armée la plus puissante ! Toriko, Luffy, Goku !                              | 走れ最強軍団! トリコとリフィと悟空!               | Hashire Saikyō Gundan! Toriko to Rufi to Gokū!                   | 7 avril 2013          |
| Épisode spécial réunissant les personnages de One Piece, Toriko et Dragon Ball. Il s'agit en fait d'un épisode double d'une durée totale de 48 minutes. La première partie est l'épisode 99 de Toriko et la seconde partie est l'épisode 590 de One Piece qui s'intitule La plus forte collaboration de l'histoire vs. Le Glouton des Mers ! (Rireki VS de saikō no pātonā shippu. Ōkui no umi!). Ces épisodes sont diffusés à l'occasion du deuxième anniversaire de l'anime Toriko et de la sortie (le 30 mars 2013) dans les salles japonaises du film Dragon Ball Z: Battle of Gods. |                                                                                      |                                                   |                                                                  |                       |
| 100 | Commémoration du centième épisode ! Le rassemblement des empereurs gourmet !         | 百回記念で四天王全員大集合!                       | Hyaku Kai Kinen de Shitennō Zenin dai Shūgō!                     | 14 avril 2013         |
| [Chapitres 174-175] |                                                                                      |                                                   |                                                                  |                       |
| 101 | Toriko à l'agonie ?! La capture de l'ingrédient le plus puant au monde !             | トリコ悶絶!? 世界一臭い食材を捕獲せよ!            | Toriko Monzetsu!? Sekaiichi Kusai Shokuzai o Hokaku Seyo!        | 21 avril 2013         |
| [Chapitres 176-177] |                                                                                      |                                                   |                                                                  |                       |
| 102 | Géant ! L'Ehô-maki complété avec le pro de la lutte des mouvements !                 | デカすぎ! プロレス技で巨大恵方巻き完成!!          | Deka-sugi! Puroresu-waza de Kyodai Ehō-maki Kansei!!             | 28 avril 2013         |
| [Chapitres 178-179] |                                                                                      |                                                   |                                                                  |                       |
| 103 | Saluez et joignez les mains! Le trésor national gourmet Chin Chinchin apparaît!      | 合掌一礼! 美食人間国宝・珍鎮々登場!               | Gasshōichirei! Bishoku Ningen Kokuhō Chinchinchin Tōjō!          | 5 mai 2013            |
| [Chapitres 179-180] |                                                                                      |                                                   |                                                                  |                       |
| 104 | Ceux sans reconnaissance n'entreront pas! Le redoutable temple Shokurin!             | 感謝なき者入るべからず! 恐怖の食林寺!             | Kansha Naki Mono Hairubekarazu! Kyōfu no Shoku Hayashiji!        | 12 mai 2013           |
| [Chapitres 181-182] |                                                                                      |                                                   |                                                                  |                       |
| 105 | La défaite totale de Toriko!? Le pouvoir délicat de l'honneur alimentaire!!          | トリコ完全敗北!? 繊細かつ豪快、食義の威力!!       | Toriko Kanzen Haiboku!? Sensai Katsu Gōkai, Shoku gi no Iryoku!! | 19 mai 2013           |
| [Chapitres 182-183] |                                                                                      |                                                   |                                                                  |                       |
| 106 | Exprimer sa gratitude! La base de l'honneur alimentaire!                             | 感謝あるのみ! 食義の極意!                         | Kansha Aru Nomi! Shoku gi no Gokui!                              | 26 mai 2013           |
| [Chapitre 184] |                                                                                      |                                                   |                                                                  |                       |
| 107 | Une menace approche! Hâte-toi, Toriko! Sur la route du fruit bulle!                  | 迫る脅威! いそげ、トリコ! シャボンフルーツへの道! | Semaru Kyōi! Isoge, Toriko! Shabonfurūtsu e no Michi!            | 2 juin 2013           |
| [Chapitres 185-186] |                                                                                      |                                                   |                                                                  |                       |
| 108 | Tragédie! La disparition du temple Shokurin... Adieu, Komatsu!!                      | 惨劇! 食林寺の終焉… さらば、小松!!                | Sangeki! Shoku Hayashiji no Shūen… Saraba, Komatsu!!             | 9 juin 2013           |
| [Chapitres 186-187] |                                                                                      |                                                   |                                                                  |                       |
| 109 | Puissance inégalée! Celui qui a maîtrisé l'honneur alimentaire!                      | 剛力無双! 食義を極めし者!                         | Gōrikimusō! Shokugi o Kiwameshimono!                             | 16 juin 2013          |
| [Chapitres 188-189] |                                                                                      |                                                   |                                                                  |                       |
| 110 | "Trésor national humain" Les techniques à 100 millions! Toriko vs la vieille Chiyo!! | 国宝級”一振り一億円の技! トリコVS千代婆!!         | Kokuhō-kyū” Hitofuri Ichiokuen no Waza! Toriko VS Chiyo Baba!!   | 23 juin 2013          |
| [Chapitres 190-191] |                                                                                      |                                                   |                                                                  |                       |
| 111 | L'ingrédient fantastique "le Centre" Ichiryuu et les membres du biotope 0            | 幻の食材“C”一龍と最強第0ビオトープ                | Maboroshi no Shokuzai “C ” Ichiryū to Saikyō dai 0 Biotōpu       | 30 juin 2013          |
| [Chapitres 192-193] |                                                                                      |                                                   |                                                                  |                       |

### Arc Infini Bee (spécial film)
| No  | Titre français                                                                            | Titre japonais                               | Titre japonais                                                              | Date de 1re diffusion |
| No  | Titre français                                                                            | Kanji                                        | Rōmaji                                                                      | Date de 1re diffusion |
| --- | ----------------------------------------------------------------------------------------- | -------------------------------------------- | --------------------------------------------------------------------------- | --------------------- |
| 112 | L'abeille légendaire, "Infini Bee"! Toriko vs nouveau GT robot!                           | 伝説の蜂“インフィニ・ビー”トリコVS新型GTロボ | Densetsu no Hachi “Infini bī” Toriko VS Shingata GT Robo                    | 7 juillet 2013        |
| 113 | La véritable force! L'honneur alimentaire de Komatsu, les nouilles fantasmatiques, Zenmen | 本領発揮！小松の食義 実食！幻の麺“全麺”      | Honryō Hakki! Komatsu no Shoku Yoshi Jitsu Shoku! Maboroshi no Men "Zen Men | 14 juillet 2013       |

### Arc des "quatre bêtes"
| No                  | Titre français                                                                                         | Titre japonais                                  | Titre japonais                                                 | Date de 1re diffusion |
| No                  | Titre français                                                                                         | Kanji                                           | Rōmaji                                                         | Date de 1re diffusion |
| ------------------- | --- | ----------------------------------------------- | -------------------------------------------------------------- | --------------------- |
| 114                 | Le rassemblement des Empereurs Gourmet! Les "quatre bêtes" du monde gourmet s'éveillent!               | 四天王集結！グルメ界の怪物“四獣”の目覚め！      | Shitennō Shūketsu! Gurume Kai no Kaibutsu "Yon Juu" no Mezame! | 21 juillet 2013       |
| [Chapitres 194-195] | |                                                 |                                                                |                       |
| 115                 | La bataille qui déterminera le sort de l'humanité! Les quatre bêtes vs les quatre Empereurs Célestes!! | 人類の存亡をかけた戦い！四獣VS四天王!!          | Jinrui no Sonbō o Kake ta Tatakai! Yon Shishi VS Shitennō!!    | 28 juillet 2013       |
| [Chapitres 196-197] | |                                                 |                                                                |                       |
| 116                 | Toriko, Coco, Sunny, Zebra. La tempête des Empereurs Célestes!!                                        | トリコ・ココ・サニー・ゼブラ 四天王、嵐の猛攻!! | Toriko, Koko, Sanī, Zebura Shitennō, Arashi no Mōkō !!         | 11 août 2013          |
| [Chapitre 198]      | |                                                 |                                                                |                       |
| 117                 | La nouvelle crise de Toriko. L'étrange corps principal des quatre bêtes!!                              | トリコ新たなる危機 忍び寄る四獣の本体!!         | Toriko Arata Naru Kiki Shinobiyoru Yon Juu no Hontai!!         | 18 août 2013          |
| [Chapitres 199-200] | |                                                 |                                                                |                       |
| 118                 | L'union terrible des quatre bêtes et la pluie verte!!                                                  | 四獣、衝撃の合体と緑の雨(グリーンレイン)!!      | Yon Shishi, Shōgeki no Gattai to Midori no Ame (Gurīnrein)!!   | 25 août 2013          |
| [Chapitres 201-202] | |                                                 |                                                                |                       |
| 119                 | Le dilemme des empereurs gourmet! La détermination de Komatsu!                                         | 四天王最大の窮地！小松の決意！                  | Shitennō Saidai no Kyūchi! Komatsu no Ketsui!                  | 1er septembre 2013    |
| [Chapitre 203]      | |                                                 |                                                                |                       |
| 120                 | Sauve le monde grâce à ton incroyable Shoku Un!!                                                       | 奇跡の食運で人類を救え!!                        | Kiseki no Shoku un de Jinrui o Sukue !!                        | 8 septembre 2013      |
| [Chapitre 204]      | |                                                 |                                                                |                       |
| 121                 | Explosion de curiosité pour le goût! La technique combinée des Empereurs Célestes!!                    | 炸裂! 味への好奇心! 四天主合 体枝!!             | Sakuretsu! Ajihe no Kōkishin! Shitennou no Gattai Waza!!       | 15 septembre 2013     |
| [Chapitres 205-206] | |                                                 |                                                                |                       |
| 122                 | L'art secret "Le dîner des rois"                                                                       | 奥義 "王食晩餐"                                 | Ōgi "Ōshoku Bansan"                                            | 22 septembre 2013     |
| [Chapitres 207-208] | |                                                 |                                                                |                       |

### Arc du festival de la cuisine
| No                                       | Titre français                                                         | Titre japonais                             | Titre japonais                                      | Date de 1re diffusion |
| No                                       | Titre français                                                         | Kanji                                      | Rōmaji                                              | Date de 1re diffusion |
| ---------------------------------------- | ---------------------------------------------------------------------- | ------------------------------------------ | --------------------------------------------------- | --------------------- |
| 123                                      | Le prochain festival. Les frétillants "types dangereux"                | 来るべき祭典 うごめく“ヤバイ奴ら”          | "Kitaru Beki Saiten Ugomeku "Yabai Yatsura""        | 29 septembre 2013     |
| [Chapitres 209-210]                      |                                                                        |                                            |                                                     |                       |
| 124                                      | Toriko vs le monstre du monde gourmet "MonPlanc"                       | トリコVSグルメ界の怪物"モンプラン"         | Toriko VS Gurume-kai no Kaibutsu "Monpuran"         | 6 octobre 2013        |
| [Filler]                                 |                                                                        |                                            |                                                     |                       |
| 125                                      | La nouvelle technique de Toriko "Nail Gun"!!                           | トリコ新技"ネイルガン"!!                   | Toriko Shinwaza "Neiru Gan"!!                       | 13 octobre 2013       |
| [Filler]                                 |                                                                        |                                            |                                                     |                       |
| 126                                      | Un grand tumulte inévitable!? Le rideau se lève sur le festival!       | 大波乱必至!? クッキングフェス開幕!!        | Dai Haran Hisshi!? Kukkingufesu Kaimaku!!           | 20 octobre 2013       |
| [Chapitres 211-212]                      |                                                                        |                                            |                                                     |                       |
| 127                                      | Komatsu en difficulté!? Le triathlon du cuisinier!                     | 小松ピンチ!? トライアスロンクッキング!     | Komatsu Pin Chi!? Toraiasuron Kukkingu!             | 27 octobre 2013       |
| [Chapitres 213-214]                      |                                                                        |                                            |                                                     |                       |
| 128                                      | Le chef légendaire, l'apparition de Tengu Buranchi!!                   | 伝説の料理人 天狗のブランチ, 見参!!        | Densetsu no Ryōrijin Tengu no Buranchi, Kenzan!!    | 3 novembre 2013       |
| [Chapitre 215]                           |                                                                        |                                            |                                                     |                       |
| 129                                      | Course folle et drôle d'embrouille! Buranchi passe devant!!            | ド卑劣! 爆走! ブランチ, ごぼぅ抜き!!       | Do Hiretsu! Bakusō! Buranchi, Gobō Nuki!!           | 10 novembre 2013      |
| [Chapitre 216]                           |                                                                        |                                            |                                                     |                       |
| 130                                      | Vie ou mort? Préparation et équilibre mortels!!                        | 生きるか死ぬか天秤デスクッキング!!         | Ikiru Ka Shinu Ka Tenbin Desu Kukkingu!!            | 17 novembre 2013      |
| [Filler]                                 |                                                                        |                                            |                                                     |                       |
| 131                                      | Quel est le combo le plus puissant? La préparation de toute une île!!  | 最強コンビはだれだ?島を丸ごとクッ キング!! | Saikyō Konbi Wa Dareda? Shima o Marugoto Kukkingu!! | 24 novembre 2013      |
| [Filler]                                 |                                                                        |                                            |                                                     |                       |
| 132                                      | Le déclenchement d'une guerre! L'offensive féroce de la Gourmet corp.! | 開戦! 美食會激烈の 総攻撃!                 | Kaisen! Bishokukai Gekiretsu no Sōkōgeki!           | 1er décembre 2013     |
| [Chapitres 216-217-218]                  |                                                                        |                                            |                                                     |                       |
| 133                                      | Protéger Komatsu! Toriko vs Starjun                                    | 小松を守れ! トリコ対スタージュン           | Komatsu o mamore! Starjun tai toriko                | 8 décembre 2013       |
| [Chapitres 218-219]                      |                                                                        |                                            |                                                     |                       |
| 134                                      | Une bataille féroce! Les techniques les plus puissantes de Toriko!!    | 野生の闘い! トリコ, 最強攻撃!!             | Yasei no Tatakai! Toriko, Saikyō Kōgeki!!           | 15 décembre 2013      |
| [Chapitres 220-221]                      |                                                                        |                                            |                                                     |                       |
| 135                                      | Epreuve de force! IGO vs Bishokukai                                    | 頂上決戦! IGO VS 美食會                    | Chōjō Kessen! IGO tai Bishokukai                    | 22 décembre 2013      |
| [Chapitre 221]                           |                                                                        |                                            |                                                     |                       |
| 136                                      | Un terrible atout! Les monstres du monde gourmet, Les "Nitro"          | 最悪の切り札! グルメ界の怪物 “ニトロ”      | Saiaku no Kirifuda! Gurume-kai no Kaibutsu “Nitoro” | 5 janvier 2014        |
| [Chapitres 222-223]                      |                                                                        |                                            |                                                     |                       |
| 137                                      | Une lutte à mort! Coco vs Grinpatch                                    | 死闘！ココVSグリンパーチ                   | Shitō! Koko VS Gurinpāchi                           | 12 janvier 2014       |
| [Chapitres 223-224]                      |                                                                        |                                            |                                                     |                       |
| 138                                      | Duel! Sani vs Tommyrod                                                 | 決闘！サニーVSトミーロッド                 | Kettō! Sanī VS Tomīroddo                            | 19 janvier 2014       |
| [Chapitres 225-226]                      |                                                                        |                                            |                                                     |                       |
| 139                                      | Un instant crucial! Les dernières forces de Sani!                      | 決着の時! サニ一, 最後の力!!               | Ketchaku no Toki! Sani, Saigo no Chikara!!          | 26 janvier 2014       |
| [Chapitres 226-227-228-229-230]          |                                                                        |                                            |                                                     |                       |
| 140                                      | Riposte! Zebra entre en scène!                                         | 逆襲！ゼブラ始動!!                         | Gyakushū! Zebura Shidō!!                            | 2 février 2014        |
| [Chapitres 222-231-232]                  |                                                                        |                                            |                                                     |                       |
| 141                                      | La Contre-Attaque de Toriko! L'Ultime Préparation!                     | トリコ, 反撃! ｱﾙﾃｨﾒｯﾄﾙｰﾃｨｰﾝ!!              | Toriko, Hangeki! Arutimetto Rūtīn!!                 | 9 février 2014        |
| [Chapitres 233-234-235-236]              |                                                                        |                                            |                                                     |                       |
| 142                                      | Le plus grand ennemi de l'histoire! "Joa" apparaît!                    | 史上最大の敵！“ジョア”出現!!               | Shijō Saidai no Teki! "Joa" Shutsugen!!             | 16 février 2014       |
| [Chapitres 237-238-241-242]              |                                                                        |                                            |                                                     |                       |
| 143                                      | Le choc! La véritable identité d'un cerveau, Joa!                      | 明かされる黒幕“ジョア”の秘密！             | Akasareru Kuromaku "Joa" no Himitsu!                | 23 février 2014       |
| [Chapitres 243-244-246-247 + Filler]     |                                                                        |                                            |                                                     |                       |
| 144                                      | Le début de la fin! Toriko vs Joa!                                     | 終わりの始まり！トリコVSジョア!!           | Owari no Hajimari! Toriko VS Joa!!                  | 2 mars 2014           |
| [Chapitres 248-250-251-252-253 + Filler] |                                                                        |                                            |                                                     |                       |
| 145                                      | Frappe réanimée! Coup ultime des quatre rois!                          | 起死回生の一撃！四天王、究極技!!           | Kishikaisei no Ichigeki! Shitennō, Kyūkyoku Waza!!  | 16 mars 2014          |
| [Chapitre 245 + Filler]                  |                                                                        |                                            |                                                     |                       |
| 146                                      | Fais-toi entendre Komatsu! Toriko renaît!                              | 届け，小松の叫び！ トリコ覚醒!             | Todoke, Komatsu no Sakebi! Toriko Kakusei!!         | 23 mars 2014          |
| [Chapitre 254 + Filler]                  |                                                                        |                                            |                                                     |                       |
| 147                                      | Toriko et Komatsu, départ d'un nouveau voyage!                         | トリコと小松 新たな旅の出発!!              | Toriko to Komatsu, Arata na Tabi no Shuppatsu!!     | 30 mars 2014          |
| [Chapitre 255 + Filler]                  |                                                                        |                                            |                                                     |                       |